# Reana del Rojale
Reana del Rojale – miejscowość i gmina we Włoszech, w regionie Friuli-Wenecja Julijska, w prowincji Udine.
Według danych na rok 2004 gminę zamieszkiwały 4724 osoby, 236,2 os./km².